# Polži
Polži (znanstveno ime Gastropoda) so mehkužci z nesomerno zgradbo telesa. Večina ima spiralno v stran zavito lupino (hišica), v kateri je drobovnjak in vpotegljivo nogo, na začetku katere je glava.
So največja in najbolj raznolika skupina mehkužcev, ki se med sabo močno razlikujejo tako po velikosti in telesnih značilnostih kot po življenjskih prostorih in ekoloških nišah, katere zavzemajo. Skupina zajema več kot štiri petine vseh danes živečih mehkužcev, tj. od 60.000 do 80.000 vrst. Po številu vrst in raznolikosti jih med vsemi razredi živali prekašajo samo žuželke. Od več kot 600 znanih družin polžev jih je približno tretjina fosilnih; najstarejše fosile datirajo v obdobje poznega kambrija.
Polži naseljujejo zelo različna okolja in so edini mehkužci, ki so osvojili kopno. Na kopnem jih najdemo v najrazličnejših okoljih, od nižin do visokih gorovij, od puščav do  tropskih deževnih gozdov ter od tropskega pasu pa vse do območij z mrzlim podnebjem. V morju naseljujejo praktično vse globine, od najplitvejših območij do velikih globin. Nekatere vrste so sladkovodne in bivajo denimo v rekah in jezerih.
Polži, predvsem morski polži, so že več tisoč let vir hrane za človeka. Hišice nekaterih polžev so cenjene pri zbirateljih ter pri nekaterih kulturah kot okrasni predmeti, ponekod pa so bile hišice plačilno sredstvo. Po drugi strani so nekatere invazivne vrste polžev pomembni kmetijski škodljivci. Zaradi uživanja sladkovodnih polžev je več milijonov ljudi okuženih z zajedavci.

## Telesna zgradba
Glej tudi: Telesna zgradba mehkužcev
Telo polžev ne odstopa od splošne zgradbe pri drugih mehkužcih, ima pa določene posebnosti. Polži imajo telo z glavo in nogo. Na glavi so tipalke in oči. Na hrbtu je spiralno zavita drobovna vreča (drobovnjak), na trebušni strani pa podplatasta noga. Plašč izloča lupino (hišico), v katero se polž lahko popolnoma vpotegne. Po velikosti se močno razlikujejo, saj so nekatere vrste zelo majhne, druge pa lahko zrastejo do slabega metra (npr. Syrinx aruanus).

### Hišica (lupina)
Plašč izloča hišico, v katero se polž lahko popolnoma vpotegne. Večina polžev ima dobro razvite hišice, pri drugih pa so te bolj ali manj pokrnele.
Hišica je zgrajena iz apnenca, ki je v različni mineralni obliki. Po navadi raste nepretrgoma, pri nekaterih polžih pa se robna rast hišice izmenjuje z obdobji, ko se hišica le debeli.
Značilna polžja hišica ima obliko stožca, ki se zavija okoli ravne središčnice kot idealne osi. Vrh je najstarejši, spodnji zavoj pa najmlajši del hišice. Število zavojev se giblje od 2 do 16 in sicer tako da so mlajši zavoji vedno večji od predhodnih; večina polžev ima od 3-15 zavojev, pri nekaterih vrstah jih je več kot 50. Oblika hišice je zelo spremenljiva - pri nekaterih je v obliki visoke spirale, pri drugih je iz širokih zavojev ali celo popolnoma sploščenih oblik. Predstavniki iz družine steklenk (Vitrinidae) imajo tako majhne hišice, da se ne morejo potegniti vanje. Slinarji (Limacidae) imajo pod plaščem (palijem) samo še ostanke hišice v oblik ovalne apnenčaste ploščice, lazarji (Arionidae) pa le drobna apnenčasta zrna. Hišica je lahko popolnoma gladka ali pa je na njej polno grbastih ali trnastih izrastkov.
Več vrst ima na koncu noge roževinast poklopec (operkulum) za zapiranje ustja hišice, kadar polž zleze v hišico. Pri nekaterih vrstah je poklopec sestavljen iz kalcijevega karbonata.

### Asimetrija telesa
Pri sedanjih polžih je drobovnjak navadno podaljšan in zasukan, ter spiralno zavit vstran (torzija). Tako zavita je tudi po njem oblikovana hišica, zato so polži nesomerni (asimetrični). Hišica se zavija okoli namišljene osi, ki ima pri prvih najstarejših zavojih vrh in spodaj popek. Popek je lahko luknjica, ki sega do vrha, pogosto pa je le točka, okrog katere je zavit zadnji zavoj.
Sukanje drobovnjaka za 180˚ v desno naprej je pri polžih predškrgarjih povzročilo premik drobovnjaka in plaščne votline od zadaj naprej; zato so škrge pred srcem, spredaj je tudi zadnjična odprtina. Živčni vrvici, ki vežeta zaporedne ganglije, sta prekrižani. Ob spiralni rasti se je zunanja stran drobovnjaka večala in notranja zmanjševala. Tako se je večina gradiva porabila za izoblikovanje zunanje strani telesa, na notranji so nekateri organi zapored pokrnevali, tako tudi ena od škrg.
Pri polžih zaškrgarjih se je drobovnjak delno odsukal - premaknjen je nazaj in na desno. Živca nista več prekrižana, preostala škrga je premaknjena za srce.
Pri polžih pljučarjih škrge popolnoma pokrnijo, plaščeva guba se prekrvi in plaščev žep prevzame vlogo pljuč - to se je zgodilo pri tistih predškrgarjih, ki so prešli na kopno.
V večini primerov sta drobovnjak in hišica zavita v desno, pri nekaterih skupinah pa v levo. Število zavojev je različno. Nekateri polži (s hišicami ali brez) so lahko videti na zunaj dvobočno somerni, vendar so v notranjosti organi razporejeni nesomerno.

### Prebavni sistem
Polži se hranijo na različne načine, saj so nekatere vrste plenilci, nekatere vrste obgrizujejo rastlinje, nekatere vrste precejajo organske delce iz vode, nekatere vrste pa so zajedavci.
Prebavni sistem se začne v ustih v katerih se nahaja strgača (radula), ki jo imajo tudi drugi mehkužci. Pri polžih je strgača zelo raznolika in različno oblikovana, glede na to s čim se prehranjujejo.
- Na strgači je lahko več tisoč različno oblikovanih zobcev, ki kot pila strgajo drobne delce hrane (alge, lišaje, glive, rastline, odmrlo organsko snov).
- Pri skupini polžev Toxoglossa je strgača preoblikovana v suličasto želo (stilet), ki je povezano s strupno žlezo. Roparski polži zabodejo stilet v žrtev in jo ubijejo.
- Nekatere vrste polžev, ki se prehranjujejo z drugimi mehkužci, s strgačo vrtajo v hišice žrtev.

Mesojedi polži imajo enostaven vrečast želodec, rastlinojedi pa imajo bolj zapleteno zgradbo telesa. Polži imajo velike prebavne žleze, ki izločajo številne encime. Črevo gre pri nekaterih polžih, podobno kot pri školjkah, skozi osrčnik.
Usta se nato nadaljujejo v požiralnik in v srednječrevesno prebavno žlezo (hepatopankreas), ki opravlja vlogo jeter in trebušne slinavke obenem. Hrana se v ustih meša s sluzjo žleze slinavke. Hranilne snovi po telesu raznaša kri, neprebavljeni delci pa se izločajo skozi zadnjično odprtino.

### Krvnožilni sistem
Krvnožilni sistem je nesklenjen, razvito pa je srce v osrčniku (perikardu), ki je sekundarna telesna votlina (celom). Kri je prosojna, skoraj brezbarvna tekočina, kisik pa se prenaša s pomočjo hemocianina. Kri je pri polžih pomembna ne samo za prenos hrane, kisika in izločkov, pač pa tudi zato, ker polžjemu telesu daje določeno trdnost.

### Živčevje
Živčevje je pri polžih drugače razvito kot pri drugih mehkužcih. Organizacija živčevja pri posameznih skupinah je odvisna od zavitja drobovnjaka. Polži imajo posebne čutilne organe (osfaradije), ki so občutljivi na kemične dražljaje. Osfaradiji leže na bazi škrg in verjetno omogočajo nadzor vodnih tokov v plaščevi votlini. Pri nekaterih zaškrgarjih (zlasti golih polžih), ki osfaradijev nimajo, so se na glavi razvila posebna tipala ali rinofori, na kemične dražljaje pa so pri mnogih vrstah občutljivi tudi predeli okrog ustne votline. Polži imajo oči na tipalih ali blizu njih in so pri večini vrst mehurjaste.

### Dihala
Morski polži dihajo z vso površino telesa ali škrgami, kopenski in večina sladkovodnih pa z gostim prepletom kapilar v plaščni votlini, ki ima vlogo pljuč. Samo pri preprostih predškrgarjih sta ohranjeni leva in desna škrga, pri vseh drugih polžih pa je desna škrga zakrnela. Pri mnogih zaškrgarjih, ki nimajo hišice in plaščne votline, prevzamejo vlogo škrg kožni izrastki (cerate).

## Razmnoževanje
Čeprav sta spola pri večini vrst ločena, je nekaj skupin dvospolnih, pri nekaterih pa se spol med življenjem izmenjuje. Iz oplojenih jajčec se razvijejo ličinke (larve), ki so v osnovnem stadiju in se imenujejo trohoforji, temu pa sledi napredni stadij ličinke, tj. jadronosci oz. veligerji, kar je značilno predvsem za morske in sladkovodne polže.
Kopenski predškrgarji so enospolniki. Samcev in samic po zunanjosti ne moremo ločiti. Vsi kopenski pljučarji so v glavnem dvospolniki - semenčice dozorijo prej kot jajčeca, tako da zaradi njihovega časovno ločenega dozorevanja ni mogoča samooploditev, ampak se lahko plodita samo dva »raznospolna« osebka. Po oploditvi odložijo v tla, pod kamne, v skalne špranje po sto ali več jajčec. Razvoj jadronosca poteka pri kopenskih polžih v jajčecu. Mladi polžki se izležejo po nekaj tednih. Takoj zaživijo samostojno življenje. Navadno so spolno zreli po 60 dneh.

## Življenjski prostor in način življenja
Polži naseljujejo vse glavne tipe habitatov oz. življenjskih prostorov ter zavzemajo različne ekološke niše, hkrati pa so edini mehkužci, ki so osvojili kopno. So občutljivi na izsuševanje, zato so aktivni samo v vlažnem okolju; na kopnem so najbolj aktivni v vlažnih dneh in deževnih nočeh.
Živijo torej v morju, sladkih vodah in na kopnem. V morju naseljujejo praktično vse globine, od najplitvejših območij plimovanja, estuarijev in peščenih obal do globin, sladkovodni pa naseljujejo različne vodne površine, od potokov do velikih rek in slanih jezer. Nekatere vrste so prilagojene na ekstremne razmere, kot je Crysomallon squamiferum, ki biva blizu hidrotermalnih vrelcev. Večina morskih polžev biva na morskem dnu (so torej bentoške živali), vendar so nekatere vrste del zooplanktona (npr. veslonoži). Na kopnem jih najdemo v najrazličnejših okoljih, denimo v vrtovih, gozdovih, puščavah, gorovjih, vodnjakih, stenah železniških in cestnih usekov, kamnolomih in gradbenih izkopih, nekateri živijo v podzemlju (npr. kostanjeviški paladilhiopsis).
V neugodnih vremenskih razmerah se umaknejo v globlje plasti tal, pod kamne, trhel les. Nekatere vrste se v sušnem obdobju zaližejo - zaprejo ustje hišice z zaklepom in se prilepijo na podlago s posušeno sluzjo; temu pojavu pravimo tudi estivacija. Tako zavarovani polži dobro prenašajo nizke temperature in daljša sušna obdobja, zelo občutljivi pa so na višje temperature. Večina jih pri temperaturah od 50-60 °C zelo hitro pogine.

### Prehrana
Prehranjujejo se s svežimi in odmrlimi rastlinskimi deli. Ker prebavljajo celulozo, jedo tudi papir. Pravih plenilskih vrst je zelo malo (npr. stožčasti polži), po navadi jedo druge vrste polžev, vendar so tudi kanibali, ker jedo osebke iste vrste.

### Naravni sovražniki polžev
Naravni sovražniki polžev so nekatere ptice, žabe, krastače, ježi, slepci, hrošči brzci in krti, pa tudi ljudje, saj so nekatere vrste cenjene v gastronomiji.

## Premikanje polžev
Njihovo mehko telo je prekrito s številnimi žlezami, ki neprestano izločajo sluz, ki zmanjšuje trenje s tlemi. Ta jim omogoča plazenje po podlagi in varuje podplat pred mehanskimi poškodbami. Premikajo se s krčenjem mišic stopalaste noge. Pri nekaterih polžih je noga vzdolžno predeljena na levo in desno polovico, ki ju lahko premikajo ločeno ali izmenoma, kar polžem omogoči učinkovitejše premikanje po podlagi. Iz noge mnogih zaškrgarjev izraščajo številni izrastki, ki živali pomagajo pri plavanju. Večina polžev lahko ob nevarnosti potegne nogo v hišico.

## Taksonomija
Za podrobne podatke o tej temi glej Seznam družin polžev.
Taksonomija razreda Gastropoda se neprestano popravlja in starejša tradicionalna taksonomija se vedno bolj opušča. Vendar se izraza kot sta »opisthobranch« in »prosobranch« še vedno uporabljata pri opisovanju polžev. Taksonomija polžev se od avtorja do avtorja razlikuje, ampak z začetkom raziskovanj DNK zaporedij se je začelo tudi ponovno razvrščanje višjih taksonomskih enot, kar bo zagotovo prineslo v bližnji prihodnosti ponovne spremembe.

### Tradicionalna sistematika
Tradicionalni sistem klasifikacije uvršča polže v tri podrazrede:
- Prosobranchia (škrge pred srcem) - predškrgarji so vsi tisti polži, pri katerih je prišlo do zvitja drobovnjaka, tako da so plašč, škrge, črevesna odprtina in preostali organi pomaknjeni naprej. So enospolni.
- Opisthobranchia (škrge na desni strani in za srcem) - zaškrgarji imajo plašč in hišico bolj ali manj pokrnelo, pri nekaterih vrstah pa ju sploh ni. Imajo tudi pokrnelo strgačo, na njej pa le malo zobcev. So dvospolni.
- Pulmonata (s pljuči namesto škrg) - pljučarji so kopenski polži. Nimajo škrg, plaščeva votlina služi kot dihalni organ.

### 1997 sistematika
Glede na novejša spoznanja (Ponder & Lindberg, 1997), se sistematika polžev (Gastropoda) obravnava strogo monofiletsko. Povezava teh spoznanj v sodobno taksonomijo je izziv prihodnjih let. Danes je nemogoče podati klasifikacijo polžev, ki ima dosledno urejeno sistematizacijo in istočasno odraža trenutno uporabo. Evolucija, ki je pri polžih pogostokrat raziskana, lahko razloži razlike med filogenijo, ki je nastala na podlagi morfoloških podatkov in novejšimi podatki, katerim osnova je DNK zaporedje.
Stara sistematika (1997):
Razred Gastropoda (Cuvier, 1797)
- Incertæ sedis
  - Red Bellerophontida (fosil) - polžem podobni mehkužci, ki so živeli od poznega kambrija do triasa[10][11]
  - Red Mimospirina (fosil)
- Podrazred Eogastropoda (Ponder & Lindberg, 1996) (prej Prosobranchia -pravi morski polži in sorodniki)
  - Red Euomphalida de Koninck 1881 (fosil) - polži iz paleozoika[12]
  - Red Patellogastropoda Lindberg,1986 (pravi morski polži)
- Podrazred Orthogastropoda  Ponder & Lindberg, 1996 (prej Prosobranchia, Opisthobranchia & Pulmonata - pravi polži, ki ne pripadajo redu Patellogastropoda)

### 2005 sistematika
Nova sistematika Bouchet & Rocroi (2005)

## Pomen za človeka
Za človeka predstavljajo polži vir hrane že od davnine. Med morskimi polži so v Evropi in Južni Afriki pomembne breženke, rdečeusti perutar na zahodnih območjih Karibov, morska ušesa v Kaliforniji in na Japonskem ter turbani na otočjih Tihega oceana. Na kopnem so prav tako od davnine gojili velike polže v Evropi in na Srednjem vzhodu. Dandanes v Evropi gojijo predvsem velikega vrtnega polža in hrapavega vrtnega polža, v Maroku in Alžiriji pa nekatere vrste iz rodov Eobania in Otala. Sladkovodne polže se redkeje uživa, poleg tega pa uživanje nekaterih sladkovodnih polžev, kot so mlakarji, povzroči shistosomozo, tj. okužbo s krvnim metljajem iz rodu Schistosoma. Po nekaterih podatkih naj bi bila shistosomoza druga najbolj pogosta okužba z zajedavci v tropskih krajih, takoj za malarijo. Ocenjuje se, da je po celem svetu prizadetih okoli 200 milijonov ljudi, od tega polovica v Afriki.
Ponekod so nekatere vrste polžev, predvsem ahatnik, orjaški jabolčni polž ter kanibalski polž, pomembni kmetijski škodljivci, ki povzročajo škodo na vrtninah, poljih in v gozdovih, kot invazivne vrste pa lahko nasploh prizadenejo ekosistem. Ahatnik, ki povzroča veliko škodo na mnogih poljščinah in kulturnih rastlinah, kot so tobak, čajevke, kakavovec, kavovec, bananovec, metuljnice, paradižnik, krompir, mlečkovke in bombaževec, se je denimo zelo hitro razširil na mnoga območja v Aziji ter na mnoge otoke v Indijskem in Pacifiškem oceanu. Omenjeni polži lahko letno povzročijo škodo v znesku več milijonov dolarjev zaradi neposrednega uničevanja poljščin in kulturnih rastlin, uničevanja rastlin, ki skrbijo za obnavljanje rodovitnosti prsti (npr. preko vezave dušika), razširjanja rastlinskih bolezni preko prenosa rastlinskih patogenov, dragih programov za uničevanje škodljivcev ter sprememb v gojenju rastlin, kar je lahko manj donosno.
Naglo širjenje in večanje škode so poskušali omejiti z naselitvijo plenilske vrste polža Euglandina rosea, kar je povzročilo še večjo škodo, saj se je izkazalo, da pleni le avtohtone vrste polžev, in ne invazivnega ahatnika. Drugi primer je novozelandski sladkovodni polž Potamopyrgus antipodarum, ki se množi izredno hitro, zato se na kvadratnem metru lahko nahaja tudi do pol milijona osebkov. Omenjeni polž je v Severni Ameriki zaradi hitrega množenja in posledičnega pomanjkanja hrane povzročil naglo zmanjšanje populacij avtohtonih vrst sladkovodnih polžev in žuželk, posledično pa tudi rib, ki se z njimi prehranjujejo.
Hišice nekaterih polžev, kot so turbani, morska ušesa, rdeči šlem (Cypraecassis rufa) in rumeni kavrij (Lyncina aurantium), so cenjene med zbiratelji, v mnogih kulturah pa jih uporabljajo za okraševalne namene. V nekaterih predindustrijskih družbah so hišice polžev, npr. hišice denarnega kavrija (Monetaria moneta), uporabljali kot plačilno sredstvo.

## Polži v Sloveniji
Med polži so v Sloveniji zastopani trije podrazredi, in sicer predškrgarji, zaškrgarji in pljučarji. Predškrgarje zastopata dva redova, tj. prapolži ter blatarji. Zaškrgarje zastopajo hišičasti zaškrgarji, tekosomati, veslonoži, notaspidi, morski zajčki in gološkrgarji. Pljučarje zastopajo prapljučarji, vodni pljučarji in kopenski pljučarji. Poudariti je treba, da je omenjena razvrstitev del starejše klasifikacije, ki je temeljila na delu nemškega malakologa Johannesa Thiela, vendar ta ni več v veljavi, saj so sodobne filogenetske raziskave pokazale drugačne sorodstvene odnose med polži. Tako se termine predškrgarji, zaškrgarji in pljučarji lahko uporablja samo za anatomsko opredelitev. V spodnji galeriji so prikazane nekatere vrste polžev, ki bivajo na področju Slovenije.
- Obrežna gibula (Gibbula divericata), katere hišico je naselil rak samotarec; prapolž
- Pegavka (Phorcus turbinatus); prapolž
- Sedmerospiralni sadar (Cochlostoma septemspirale); blatar
- Živorodna kalužnica (Viviparus viviparus); blatar
- Črnka (Holandriana holandri); blatar
- Valjasta trunkatela (Truncatella subcylindrica); blatar
- Priseljena rapana (Rapana venosa); blatar
- Skafander (Scaphander lignarius); hišičasti zaškrgar
- Oranžni goli polž (Berthella aurantiaca); notaspid
- Veliki morski zajček (Aplysia fasciata); morski zajček
- Barvita flabelina (Flabellina affinis); gološkrgar
- Veliki mlakar (Lymnaea stagnalis); vodni pljučar
- Pasar (Aegopis verticillus); kopenski pljučar
- Navadna jantarica (Succinea putris); kopenski pljučar
- Portugalski lazar (Arion lusitanicus); kopenski pljučar
- Gozdni polž (Cepaea nemoralis); kopenski pljučar